# 群青 (スピッツの曲)
「群青」（ぐんじょう）は日本のロックバンド・スピッツの楽曲。2007年8月1日にユニバーサルミュージックより通算33作目のシングルとして発売。レーベルはユニバーサルJ。

## 概要
この曲で『ミュージックステーション』（テレビ朝日系）や『HEY!HEY!HEY! MUSIC CHAMP』（フジテレビ系）など、久々のテレビに出演した（前者は2年ぶり、後者は5年ぶりの出演）。なお、テレビ出演の際は、バックコーラスはドラムの崎山とヒックスヴィルの真城めぐみが担当した。
PVは、スピッツソングムービー『海でのはなし。』の大宮エリーが監督。アンガールズがウサギの格好をして出演し、草野と共にダンスを披露。さらにそのアンガールズのギャグ、「ジャンガジャンガ～」をアンガールズとスピッツ全員で披露しているシーンがある。PV内では三輪テツヤがダブルネックギターを使用している。ロケ地は本栖湖。

## 収録曲
- 全曲、作詞・作曲：草野正宗　編曲：スピッツ&亀田誠治

1. 群青
「アーティスト公式サウンド」CMソング。また、フジテレビ系『めざましテレビ』内のコーナー「キラビト！」のBGMとして使用されている。
スキマスイッチのボーカル・大橋卓弥と、女性シンガーソングライターの植村花菜が、バッキングボーカルとして参加、草野と共にフルコーラス3声で歌っている。レコーディングは高山徹、ミックスダウンは牧野英司が担当。
草野曰く、実験的な曲という事もあり、「ルキンフォー」のカップリングにすることも考えたという[1]。
2. 夕焼け
仮タイトルは「哀愁系」[2]。
2006年に既にレコーディングされていた曲であった[3]。

## 参加ミュージシャン
群青
- 草野マサムネ - Vocals, Guitars
- 三輪テツヤ - Guitars
- 田村明浩 - Bass
- 﨑山龍男 - Drums, Percussion
- 大橋卓弥 - Backing Vocal
- 植村花菜 - Backing Vocal
- 亀田誠治 - Glockenspiel

夕焼け
- 草野マサムネ-Vocals, Guitars
- 三輪テツヤ-Guitars
- 田村明浩-Bass Guitar
- 﨑山龍男-Drums, Percussion
- 皆川真人 - Wurlitzer

## 収録アルバム
- さざなみCD（#1）
- おるたな（#2）
- CYCLE HIT 2006-2017 Spitz Complete Single Collection（#1）